# Divize F 2025/2026
Divize F 2025/2026 bude 6. ročníkem moravskoslezské Divize F, která je jednou ze skupin 4. nejvyšší soutěže ve fotbale v Česku. Tento ročník se odehraje od srpna 2025 do června 2026.

## Formát soutěže
V sezóně se utká 16 týmů každý s každým dvoukolovým systémem podzim–jaro.

## Změny proti předchozímu ročníku
- Z MSFL 2024/25 nikdo nesestoupil.
- Do MSFL 2025/26 postoupilo mužstvo FK SK Polanka nad Odrou a tým MFK Vítkovice.
- Do Přeboru Moravskoslezského kraje sestoupily týmy FK Kofola Krnov a SK Beskyd Frenštát pod Radhoštěm.
- Z Přeboru Moravskoslezského kraje postoupily týmy FK Český Těšín a SK Stonava a z Přeboru Olomouckého kraje postoupil tým SK Sulko Zábřeh.
- Z Divize E byla přeřazena mužstva TJ Valašské Meziříčí a FK Šumperk.
- Do soutěže se nepřihlásil tým TJ Řepiště, který bude hrát pouze okresní soutěž.

## Tabulka
Zdroj: 
| Poř. | Tým                           | Z  | V | R | P | VG | OG | B |
| ---- | ----------------------------- | -- | - | - | - | -- | -- | - |
| 1.   | FK Šumperk                    | 30 | 0 | 0 | 0 | 0  | 0  | 0 |
| 2.   | TJ Valašské Meziříčí          | 30 | 0 | 0 | 0 | 0  | 0  | 0 |
| 3.   | MFK Havířov                   | 30 | 0 | 0 | 0 | 0  | 0  | 0 |
| 4.   | TJ Petřvald na Moravě         | 30 | 0 | 0 | 0 | 0  | 0  | 0 |
| 5.   | FK Bospor Bohumín             | 30 | 0 | 0 | 0 | 0  | 0  | 0 |
| 6.   | SK Jiskra Rýmařov             | 30 | 0 | 0 | 0 | 0  | 0  | 0 |
| 7.   | ŠSK Bílovec                   | 30 | 0 | 0 | 0 | 0  | 0  | 0 |
| 8.   | TJ Břidličná                  | 30 | 0 | 0 | 0 | 0  | 0  | 0 |
| 9.   | FK Vratimov                   | 30 | 0 | 0 | 0 | 0  | 0  | 0 |
| 10.  | SFC Opava „B“                 | 30 | 0 | 0 | 0 | 0  | 0  | 0 |
| 11.  | 1. BFK Frýdlant nad Ostravicí | 30 | 0 | 0 | 0 | 0  | 0  | 0 |
| 12.  | FK Nový Jičín                 | 30 | 0 | 0 | 0 | 0  | 0  | 0 |
| 13.  | SC Pustá Polom                | 30 | 0 | 0 | 0 | 0  | 0  | 0 |
| 14.  | SK Sulko Zábřeh (N)           | 30 | 0 | 0 | 0 | 0  | 0  | 0 |
| 15.  | FK Český Těšín (N)            | 30 | 0 | 0 | 0 | 0  | 0  | 0 |
| 16.  | SK Stonava (N)                | 30 | 0 | 0 | 0 | 0  | 0  | 0 |

- Z = Odehrané zápasy; V = Vítězství; R = Remízy; P = Prohry; VG = Vstřelené góly; OG = Obdržené góly; B = Body; (S) = Mužstvo sestoupivší z vyšší soutěže; (N) = Mužstvo postoupivší z nižší soutěže (nováček)

|  | Postup do MSFL 2026/27      |
|  | Sestup do krajských přeborů |